# Nutrilon
Nutrilon is sinds 1991 de naam voor zuigelingenvoeding van Nutricia op basis van melkpoeder. Eerder was de merknaam 'Almiron'.